# Dag Nordenskjöld
Dag Nordenskjöld, född den 29 april 1913 i Karlsborg, Skaraborgs län, död den 2 december 1991 i Österhaninge församling, Stockholms län, var en svensk militär. Han var son till Sune Nordenskjöld.
Nordenskjöld avlade studentexamen i Kristianstad 1932. Han blev fänrik vid Skånska trängkåren 1935 och bedrev specialstudier vid Kungliga tekniska högskolan 1936–1938. Nordenskjöld blev löjtnant vid trängtrupperna 1937 och kapten där 1943. Han genomgick Krigshögskolan 1942–1944 och Försvarshögskolan 1966. Nordenskjöld tjänstgjorde vid Arméstaben 1945–1949. Han var chef för Arméns motorskola 1949–1957, stabschef vid tränginspektionen 1958–1961 och chef för FN-bataljonen i Gazaremsan 1961–1962. Nordenskjöld befordrades till major vid Fälttygkåren 1954, till överstelöjtnant i trängrupperna 1959, till överste 1963 och till överste av första graden 1972. Han var chef för Norrlands trängkår 1963–1972 och tränginspektör vid arméstaben 1972–1974. Nordenskjöld blev riddare av Svärdsorden 1955, kommendör av samma orden 1967 och kommendör av första klassen 1971. Han vilar i sin hustrus familjegrav på Österhaninge kyrkogård.